# Морская Полиция: Лос-Анджелес (Сезон 4)
Четвёртый сезон американского телесериала «Морская полиция: Лос-Анджелес» премьера которого состоялась на телеканале CBS 22 сентября 2009 года.
Сериал является спин-оффом сериала «Морская полиция: Спецотдел».
Действие сериала разворачивается в Лос-Анджелесе, штат Калифорния.
14 марта 2012 года сериал Морская полиция: Лос-Анджелес продлён на четвёртый сезон. Премьера сезона состоялась 25 сентября 2012 года.

## В ролях
| Персонаж       | Актёр               | Главный герой |
| -------------- | ------------------- | ------------- |
| Джи Каллен     | Крис О’Доннелл      | Весь сезон    |
| Сэм Ханна      | LL Cool J           | Весь сезон    |
| Кенси Блай     | Даниэла Руа         | Весь сезон    |
| Марти Дикс     | Эрик Кристиан Олсен | Весь сезон    |
| Эрик Бил       | Барретт Фоа         | Весь сезон    |
| Хетти Ланг     | Линда Хант          | Весь сезон    |
| Нелл Джонс     | Рене Фелис Смит     | Весь сезон    |
| Оуэн Грейнджер | Мигель Феррер       | Весь сезон    |

## Эпизоды
| № | #  | Название                                           | Режиссёр           | Сценарист                   | Дата показа в США | Код серии | Зрители США (миллионы) |
| --- | -- | -------------------------------------------------- | ------------------ | --------------------------- | ----------------- | --------- | ---------------------- |
| 73 | 1  | «Endgame» «Конец игры»                             | Терренс О’Хара     | Шэйн Бреннан                | 25 сентября 2012  | 401       | 16,74                  |
| После того, как Каллен стреляет в Хамелеона, он попадает в тюрьму. Хетти подаёт в отставку. Чтобы защитить Хетти, Каллен становится предателем. Но на самом деле это хитроумный план, чтобы защитить шпиона под кодовым именем "Чероки". В конце эпизода Каллен восстановлен в должности агента, Хетти возвращается на своё место. Мигель Феррер в роли Оуэна Грейнджера Кристофер Ламберт в роли Хамелеона.                            |    |                                                    |                    |                             |                   |           |                        |
| 74 | 2  | «Recruit» «Новобранец»                             | Джеймс Уитмор мл.  | Скотт Геммилл               | 2 октября 2012    | 402       | 14,91                  |
| После ракетного удара беспилотника по изготовителю бомб в Афганистане, обнаружены останки морского пехотинца из Америки. Для того чтобы выяснить, предал он страну или нет, команда отправляется в Дубай. Между тем Каллен и Хетти посещают кладбище, Дикс надоедает Кенси, показывая ей фотографии из отпуска, а Сэм лишается любимого кресла.                                                                                         |    |                                                    |                    |                             |                   |           |                        |
| 75 | 3  | «The Fifth Man» «Пятый»                            | Джон Питер Кусакис | Дэйв Кэлштейн               | 9 октября 2012    | 403       | 15,18                  |
| Четыре человека, которые тестировали новый проект "Бдительный", систему для прогнозирования террористических угроз, были убиты в результате взрыва в закусочной и команда должна найти и спасти пятого. |    |                                                    |                    |                             |                   |           |                        |
| 76 | 4  | «Dead Body Politic» «Хитроумный мертвец»           | Тони Уормби        | Джордана Льюис Джаффе       | 23 октября 2012   | 404       | 16,53                  |
| Убит служащий предвыборной кампании кандидата в Сенаторы США. Команда подозревает, что готовятся покушения на других кандидатов. Между тем Хетти, Сэм и Каллен занимаются на велотренажёрах, а Нелл узнает о том, что не стоит говорить с Хетти на политические темы. |    |                                                    |                    |                             |                   |           |                        |
| 77 | 5  | «Out of the Past (Part I)» «Из прошлого. Часть 1»  | Дэннис Смит        | Фрэнк Милитери              | 30 октября 2012   | 405       | 16,28                  |
| Сэм получает сообщение на голосовую почту от бывшего коллеги, Френка Тернера. После приезда в его квартиру Сэм и Каллен находят его повешенным. Сэм считает, что его смерть не была самоубийством. В ходе расследования выясняется, что Тернер был одержим идеей узнать имена русских спящих агентов в стране. А с появлением безжалостного торговца оружием, Сэм сталкивается со своим прошлым.                                        |    |                                                    |                    |                             |                   |           |                        |
| 78 | 6  | «Rude Awakenings» «Внезапное пробуждение. Часть 2» | Карен Гавиола      | Фрэнк Милитери              | 13 ноября 2012    | 406       | 15,77                  |
| Продолжение эпизода "Из прошлого". Имена спящих агентов раскрыты, несколько команд различных учреждений одновременно штурмуют их дома и обнаруживают всех агентов мёртвыми. Похищены несколько ядерных бомб и команда начинает искать их, прежде чем они будут проданы. Мигель Феррер в роли Оуэна Грейнджера |    |                                                    |                    |                             |                   |           |                        |
| 79 | 7  | «Skin Deep» «Глубоко под кожей»                    | Пол Кауфман        | Джил Грант                  | 20 ноября 2012    | 407       | 15,13                  |
| Убийство учёного приводит команду к запутанной сети шпионажа. Украдены новейшие технологии в области скрытого наблюдения. Каллен симпатизирует главному свидетелю, узнав об их похожем прошлом. |    |                                                    |                    |                             |                   |           |                        |
| 80 | 8  | «Collateral» «Родственница»                        | Кейт Вудс          | Чео Ходаки Кокер            | 27 ноября 2012    | 408       | 14,49                  |
| Портер – бывший агент ЦРУ, убит в своем доме. Он погиб при взрыве зажигалки. В ходе расследования Каллен замечает странное поведение Хетти. Выясняется, что она, Портер и Грейнджер работали вместе в прошлом. Между тем Сэм дал Диксу одну из своих пластинок, а Монти съел её. Мигель Феррер в роли Оуэна Грейнджера |    |                                                    |                    |                             |                   |           |                        |
| 81 | 9  | «The Gold Standard» «Золотой стандарт»             | Тони Уормби        | Джозеф Уилсон               | 11 декадря 2012   | 409       | 15,12                  |
| Украдено золото предназначенное для китайской стороны, которая предоставила заём США. Команда расследует возможный экономический терроризм, который может серьёзно повлиять на экономику Соединенных Штатов. Дикс отсутствует из-за дачи показаний в суде и Грейнджер становится напарником Кенси. Мигель Феррер в роли Оуэна Грейнджера Эрик Кристиан Олсен не появляется в этом эпизоде.                                              |    |                                                    |                    |                             |                   |           |                        |
| 82 | 10 | «Free Ride» «Поездка на халяву»                    | Джонатан Фрейкс    | Тим Клементе, Скотт Геммилл | 18 декабря 2012   | 410       | 15,48                  |
| В преддверии Рождества на военно-морском корабле убит агент морской полиции. Каллен, Сэм, Кенси и Дикс должны провести Рождество на судне. Тем временем Эрик и Нелл планируют провести праздник для детей, Хетти предпринимает путешествие, а Дикс ревнует, когда молодой лейтенант и Кенси начинают близко общаться. |    |                                                    |                    |                             |                   |           |                        |
| 83 | 11 | «Drive» «Гонка»                                    | Стивен ДеПол       | Джо Сакс                    | 8 января 2013     | 411       | 17,90                  |
| Ночью Диксу звонит женщина, бывший информатор, за которой кто-то гонится на машине. Она говорит о краденых автомобилях. Кенси идёт под прикрытием в автомастерскую. Их с Диксом разоблачают, связывают и планируют убить. Между тем Джи отказывается от кофе, а Кенси от сахара. Так же команда забывает о дне рождения Дикса. |    |                                                    |                    |                             |                   |           |                        |
| 84 | 12 | «Paper Soldiers» «Бумажные солдаты»                | Терренс О’Хара     | Джордана Льюис Джаффе       | 15 января 2013    | 412       | 17,63                  |
| Вдова погибшего солдата с подозрением относится к обстоятельствам последнего боя своего мужа, утверждая что правительство пытается скрыть причину его смерти. Позже было установлено, что один из судмедэкспертов, который работал с Морской полицией, вовлечен в незаконную торговлю частями тела. А Хетти вызывает психолога Нэйта Гетца, чтобы тот был её "пешкой".                                                                  |    |                                                    |                    |                             |                   |           |                        |
| 85 | 13 | «The Chosen One» «Избранный»                       | Пол Кауфман        | Чео Ходаки Кокер            | 29 января 2013    | 413       | 17,30                  |
| Полицейский ранен, когда попытался осмотреть фургон, в котором перевозили бомбу. Джи внедряется в чеченскую террористическую группировку. Между тем Дикс приносит аквариум с рыбками, которые, как он утверждает, похожи на членов команды. |    |                                                    |                    |                             |                   |           |                        |
| 86 | 14 | «Kill House» «Полигон»                             | Ларри Тенг         | Дэйв Калштейн               | 5 февраля 2013    | 414       | 16,67                  |
| Во время операции по захвату вора в законе стоящего во главе наркокартеля, отряд спецназа попадает в засаду. Команда NCIS работает под прикрытием, как элитная тактическая группа. Тем временем Сэм предлагает быть более открытыми между собой, а для Кенси приносят загадочную коробку, от чего Дикс сгорает от любопытства. |    |                                                    |                    |                             |                   |           |                        |
| 87 | 15 | «History» «История»                                | Джеймс Уитмор мл.  | Скотт Салливан              | 19 февраля 2013   | 415       | 16,27                  |
| Во время съёмок телешоу камера засняла смерть одного из членов бывшей террористической группировки. |    |                                                    |                    |                             |                   |           |                        |
| 88 | 16 | «Lohkay» «Локхай»                                  | Диана Валентайн    | Джозеф Уилсон               | 26 февраля 2013   | 416       | 17,02                  |
| Похищен племянник знакомого Сэма, который спас ему жизнь несколько лет назад, когда он был ранен на миссии в Афганистане. Каллен обеспокоен, тем что Сэм принимает близко к сердцу это расследование. Между тем Кенси и Дикс собираются идти на семинар по экономической независимости, но оба не хотят этого и просят Сэма помочь им.                                                                                                  |    |                                                    |                    |                             |                   |           |                        |
| 89 | 17 | «Wanted» «Особо опасен»                            | Крис О’Доннелл     | Скотт Геммилл               | 5 марта 2013      | 417       | 16,24                  |
| Сэм переживает за безопасность своей семьи, когда его жене приходится возобновить бывшее прикрытие ЦРУ после того, как убит человек связанный с Сидоровым и украденным ядерным оружием. А в это время Кенси просит Дикса пройти партнёрский тест, который оказывается совсем неофициальным. |    |                                                    |                    |                             |                   |           |                        |
| 90 | 18 | «Красная команда» «Red»                            | Тони Уормби        | Шэйн Бреннан                | 19 марта 2013     | 418       | 16,84                  |
| Каллен и Сэм объединяются с Красной Командой Морской полиции после того, как морской пехотинец убит так же как террорист в Москве, штат Айдахо. В процессе объединённого расследования раскрывается террористический заговор, подобный заговору 11 сентября. Тем временем Дикс нервничает из-за того что Кенси отдаёт ему загадочную коробку из 14 серии.                                                                               |    |                                                    |                    |                             |                   |           |                        |
| 91 | 19 | «Красная команда 2» «Red 2»                        | Тони Уормби        | Шэйн Бреннан                | 26 марта 2013     | 419       | 14,53                  |
| Объединённая с Красной Командой группа направляются в Эль-Центро, Калифорния, чтобы остановить террориста, только обнаруживают, что террорист - цель настоящего убийцы. В то же время все подозревают возможный роман между Калленом и руководителем Красной команды Перис Саммерскилл. |    |                                                    |                    |                             |                   |           |                        |
| 92 | 20 | «Безупречность» «Purity»                           | Эрик Ланёвилль     | Джо Сакс                    | 9 апреля 2013     | 420       | 14,10                  |
| Когда двое солдат отравились цианидом, выпив воду из кулера, команда должна выяснить, был ли это единичный случай или масштабное загрязнение воды. |    |                                                    |                    |                             |                   |           |                        |
| 93 | 21 | «Воскресение» «Resurrection»                       | Эрик А. Пот        | Джил Грант, Дэйв Калштейн   | 23 апреля 2013    | 421       | 14,22                  |
| После того как тело главы наркокартеля исчезает из морга, команда должна найти его. Тем временем Сэм ищет няню, а Кенси обвиняют в том что она ненавидит детей. |    |                                                    |                    |                             |                   |           |                        |
| 94 | 22 | «Вороны и лебеди» «Raven & The Swans»              | Роберт Флорио      | Скотт Геммилл               | 30 апреля 2013    | 422       | 13,07                  |
| Открывается часть прошлого Хетти, когда команда расследует дело о нападении на женщину, которая на самом деле тайный агент, завербованный в Морскую полицию много лет назад. Она расследовала дело об украденном оборудовании, используемом для разработки ядерного оружия. |    |                                                    |                    |                             |                   |           |                        |
| 95 | 23 | «Переговоры» «Parley»                              | Джон Питер Кусакис | Чео Ходаки Кокер            | 7 мая 2013        | 423       | 13,18                  |
| Дикс идёт под прикрытие, чтобы получить информацию об известном торговце оружием, но девушка, которую он попросил о помощи ворует алмазы. Между тем, Кенси начинает испытывать новые эмоции, когда девушка начинает флиртовать с Диксом. |    |                                                    |                    |                             |                   |           |                        |
| 96 | 24 | «Падение» «Descent»                                | Терренс О’Хара     | Фрэнк Милитери              | 14 мая 2013       | 424       | 13,52                  |
| Показательный взрыв одной из ядерных бомб в пустыне, побуждает Хетти перетасовать партнерские команды. Каллен и Кенси отправляются за границу, в то время как Сэм с женой Мишель идут под прикрытие, Дикс их прикрывает. Каллен просит о помощи "Хамелеона". В сложившейся ситуации, когда старый враг возвращается с удвоенной силой, Дикс целует Кенси. Эпизод заканчивается тем, что Дикса пытают, а беспомощный Сэм смотрит на это. |    |                                                    |                    |                             |                   |           |                        |